# Felde
Felde er en kommune og en by i det nordlige Tyskland, beliggende i Amt Achterwehr under Kreis Rendsborg-Egernførde. Kreis Rendsborg-Egernførde ligger i den centrale del af delstaten Slesvig-Holsten.

## Geografi
Felde ligger omkring 12 km vest for Kiel ved Bundesautobahn 210 mod Rendsborg.
Sydvest for byen ligger den lille Felder See, og mod syd og sydøst grænser kommunen til Westensee, og langs den nordlige del af østgrænsen løber Ejderen.